# Annika Sieff
Annika Sieff (* 27. Oktober 2003 in Cavalese) ist eine italienische Nordische Kombiniererin und Skispringerin.

## Werdegang

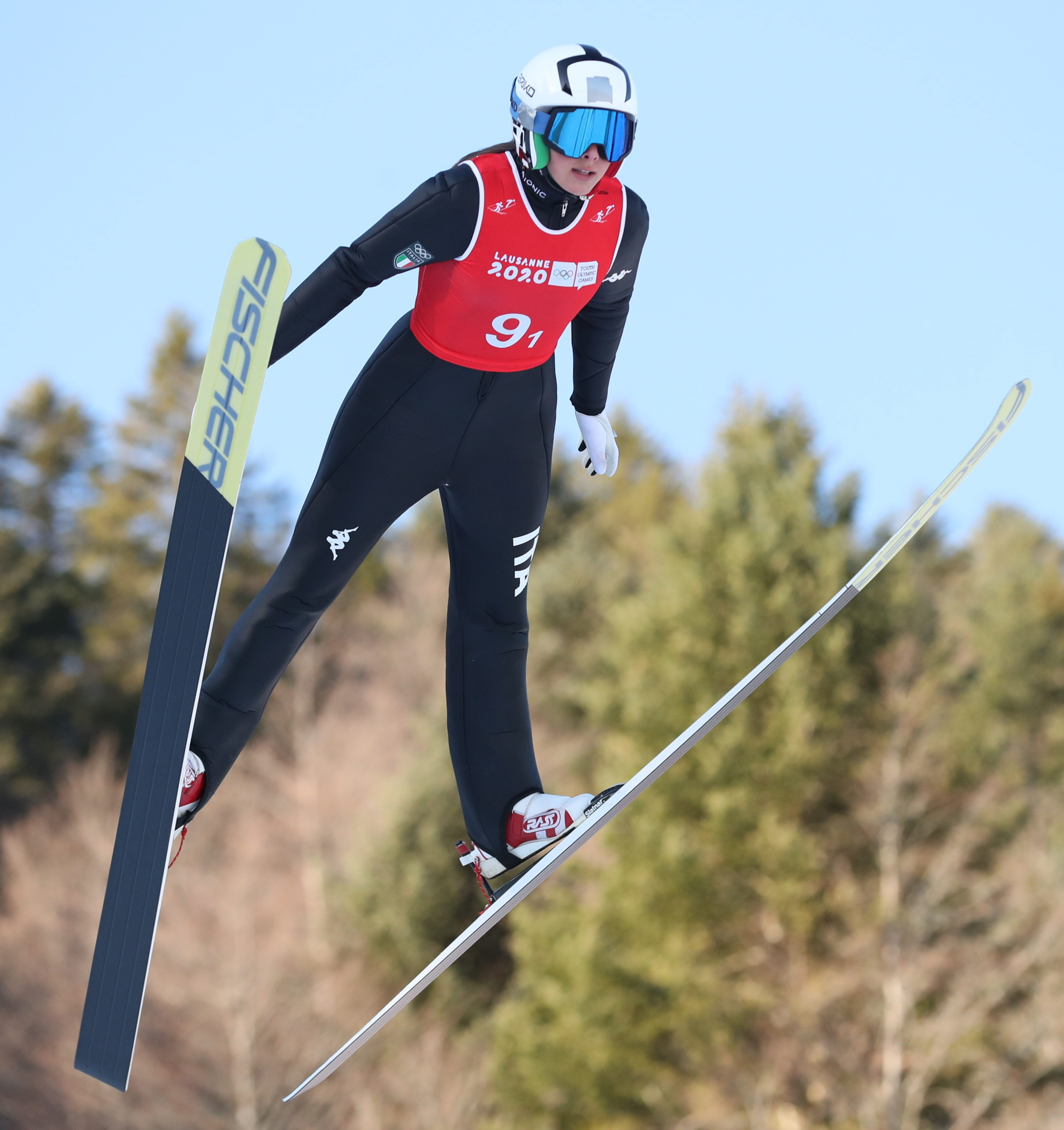
Sieff bei den Olympischen Jugend-Winterspielen 2020

Sieff, die zu Beginn ihrer Karriere für US Lavaze Varena startete, gab ihr internationales Debüt im Skispringen beim FIS-Schüler-Grand-Prix in Ruhpolding. Bei den Nordischen Skispielen der OPA 2016 in Tarvis und Villach startete sie erstmals in der Nordischen Kombination. Ihre erste Podestplatzierung erreichte sie als Zweite im August 2016 in Klingenthal im Rahmen des Alpencups der Nordischen Kombination.
Die Saison 2018/19 verlief für Sieff sehr erfolgreich. So startete sie im Youth Cup in Oberstdorf mit einem zweiten Platz hinter Ema Volavšek in den Sommer. Wenige Wochen später gewann sie den Skisprungwettkampf FIS-Carpath-Cup in Râșnov. Nachdem Sieff zwei Siege sowie drei weitere Podestplatzierungen im Alpencup der Nordischen Kombination erzielen konnte, beendete sie die Gesamtwertung des Alpencups auf dem zweiten Rang. Da die Sprungdurchgänge in die Wettbewerbe des Skisprung-Alpencups integriert sind, trat sie auch regelmäßig im Skispringen an und belegte dabei den neunten Platz in der Gesamtwertung. Bei den Nordischen Junioren-Skiweltmeisterschaften in Lahti belegte Sieff beim erstmals ausgetragenen Juniorinnenwettkampf in der Kombination den dreizehnten Rang. Darüber hinaus trat sie im Spezialspringen an, wobei sie den 36. Platz im Einzel sowie den siebten Rang mit dem Team erreichte.

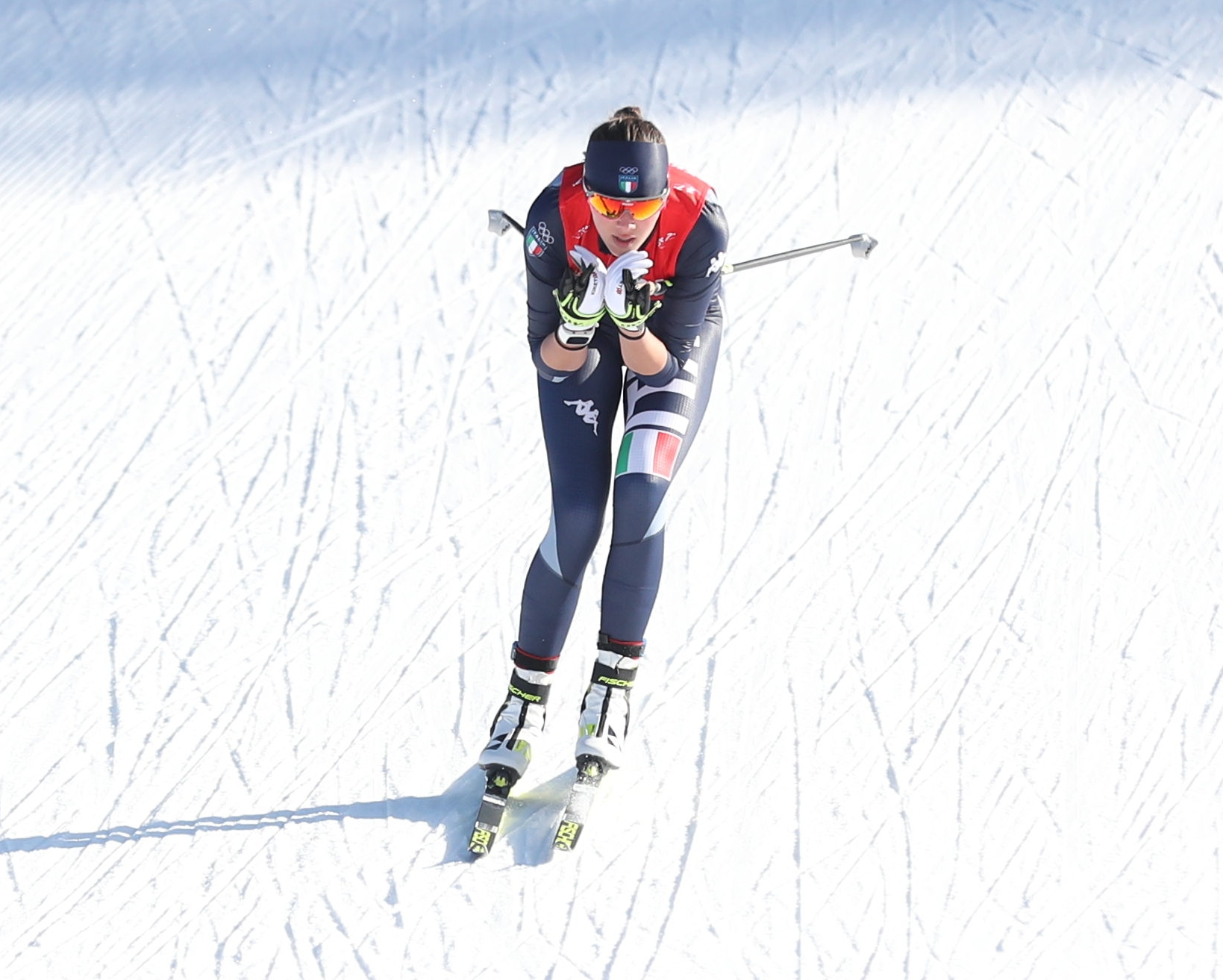
Sieff bei den Olympischen Jugend-Winterspielen 2020

Im Sommer 2019 startete Sieff zunächst erneut in den Alpencup-Wettbewerben im Skispringen und der Nordischen Kombination. Dabei belegte sie in der Sommer-Tournee, die in den Alpencup integriert ist, sowohl zweimal im Skispringen als auch in der Kombination den zweiten Platz. Aufgrund dieser Erfolge wurde sie trotz ihres Alters von 15 Jahren für den Grand Prix der Nordischen Kombination 2019 nominiert. Am 24. August 2019 gewann Sieff in Oberwiesenthal gemeinsam mit Alessandro Pittin, Veronica Gianmoena und Samuel Costa den erstmals ausgetragenen Mixed-Wettkampf im Grand Prix. Einen Tag später debütierte sie auch im Einzel im Grand Prix und belegte dabei auf Anhieb den vierten Platz. In der Grand-Prix-Gesamtwertung wurde sie Siebte. Bei den Olympischen Jugend-Winterspielen 2020 in Lausanne belegte Sieff den sechsten Rang. Darüber hinaus gewann sie die Bronzemedaille im Nordic-Mixed-Team-Wettbewerb. Rund anderthalb Monate später belegte sie bei den Nordischen Junioren-Skiweltmeisterschaften 2020 in Oberwiesenthal den zehnten Platz nach der Gundersen-Methode, womit sie die beste Italienerin wurde. Darüber hinaus wurde sie mit ihren Teamkollegen Fünfte im Mixed-Team-Wettbewerb der Nordischen Kombination sowie Sechste im Teamwettkampf der Spezialspringerinnen. Die Saison schloss sie auf dem 39. Platz in der Continental-Cup-Gesamtwertung ab.
Am 18. Dezember 2020 nahm sie am historisch ersten Weltcup-Wettbewerb in der Ramsau am Dachstein teil und belegte dabei den neunten Platz. Tags zuvor war sie die erste Siegerin des provisorischen Wettkampfsprungs geworden, welcher jedoch nicht zum Einsatz kam. Nach einer mehrwöchigen Wettkampfpause standen vom 22. bis 24. Januar 2021 in Eisenerz die ersten Continental-Cup-Wettbewerbe der Saison an. Dabei wurde sie einmal Vierte sowie zweimal Sechste. Wenige Wochen später reiste Sieff erneut zu den Nordischen Junioren-Skiweltmeisterschaften nach Lahti, wo sie im Einzel den neunten Rang belegte. Darüber hinaus gewann sie gemeinsam mit Iacopo Bortolas, Daniela Dejori und Domenico Mariotti mit rund 1,6 Sekunden Vorsprung auf Deutschland die Bronzemedaille im Mixed-Team. Bei den Nordischen Skiweltmeisterschaften 2021 in Oberstdorf ging Sieff nach dem Sprunglauf mit einem Rückstand von 39 Sekunden auf die Führende auf die Loipe. Im Langlauf verlor sie lediglich eine Position und beendete so die historisch erste Medaillenentscheidung der Nordischen Kombiniererinnen auf dem sechsten Platz.
In der Weltcup-Saison 2021/22 erreichte Sieff mit Ausnahme eines Wettkampfes immer die Top 10. Bei den Nordischen Junioren-Skiweltmeisterschaften 2022 in Zakopane gewann Sieff die Goldmedaille im Einzel. Es war dies die erste Goldmedaille für eine Italienerin. Zudem gewann sie Silber im Mixed-Team. Sie beendete die Saison als Fünfte in der Gesamtweltcupwertung sowie als zweitbeste Springerin. Im Sommer 2022 lief sie zum Auftakt des Grand Prix gemeinsam mit Samuel Costa, Daniela Dejori und Domenico Mariotti auf den zweiten Platz im Mixed-Team-Wettbewerb. Bei den nationalen Skisprungmeisterschaften im Oktober gewann sie die Bronzemedaille. In der Nordischen Kombination wurde sie italienische Meisterin. Im Winter gehörte sie von Beginn an zu den besten Athletinnen des Weltcups. Nachdem sie den ersten Wettkampf bereits als Zweite abgeschlossen hatte, wiederholte sie dieses Ergebnis im Saisonverlauf noch zwei weitere Male. Darüber hinaus verteidigte sie bei den Nordischen Junioren-Skiweltmeisterschaften 2023 in Whistler ihren Juniorenweltmeistertitel. Gemeinsam mit Manuel Senoner, Greta Pinzani und Iacopo Bortoloas gewann sie zudem die Bronzemedaille im Mixed-Team.
Zur Saison 2023/24 wechselte sie von der Nordischen Kombination zum Skispringen, um sich eine Chance auf eine Medaille bei den Olympischen Winterspielen 2026 zu erhalten, bei denen der Wettbewerb in der Nordischen Kombination 2026 gestrichen worden ist.

## Erfolge

### Nordische Kombination

#### Grand-Prix-Siege im Team
| Nr. | Datum           | Ort            | Disziplin           |
| --- | --------------- | -------------- | ------------------- |
| 1.  | 24. August 2019 | Oberwiesenthal | Mixed Normalschanze |

### Skispringen

#### Inter-Continental-Cup-Siege
| Nr. | Datum              | Ort  | Disziplin     |
| --- | ------------------ | ---- | ------------- |
| 1.  | 10. September 2023 | Oslo | Normalschanze |

## Statistik

### Nordische Kombination

#### Platzierungen bei Weltmeisterschaften
| Jahr und Ort    | Wettbewerb | Wettbewerb |
| Jahr und Ort    | Gundersen  | Mixed-Team |
| --------------- | ---------- | ---------- |
| 2021 Oberstdorf | 06.        | —          |
| 2023 Planica    | 06.        | 04.        |

#### Weltcup-Platzierungen
| Saison  | Platz | Punkte |
| ------- | ----- | ------ |
| 2020/21 | 09.   | 029    |
| 2021/22 | 05.   | 338    |
| 2022/23 | 04.   | 541    |

#### Grand-Prix-Platzierungen
| Saison | Platz | Punkte |
| ------ | ----- | ------ |
| 2019   | 07.   | 115    |
| 2021   | 05.   | 212    |
| 2022   | 07.   | 144    |

#### Continental-Cup-Platzierungen
| Saison  | Platz | Punkte |
| ------- | ----- | ------ |
| 2019/20 | 39.   | 022    |
| 2020/21 | 13.   | 130    |
| 2021/22 | 02.   | 300    |

### Skispringen

#### Weltcup-Platzierungen
| Saison  | Platz | Punkte |
| ------- | ----- | ------ |
| 2023/24 | 22.   | 221    |
| 2024/25 | 26.   | 139    |

#### Continental-Cup-Platzierungen
| Saison  | Platz | Punkte |
| ------- | ----- | ------ |
| 2019/20 | 81.   | 025    |